# 건명 (북제)
건명(乾明, 560년 1월 ~ 8월)은 북제(北齊) 폐제(廢帝) 제남왕(濟南王) 고은(高殷)의 연호이다. 7개월 동안 사용하였다.

## 개원
- 천보(天保) 11년 1월 1일[1](560년 2월 12일)에 연호를 건명(乾明)으로 개원함.[2][3][4][5]

- 건명(乾明) 원년 8월 3일[6](560년 9월 8일)에 연호를 황건(皇建)으로 개원함.[7][3][4][5]

## 연대 대조표
| 건명        | 원년            |
| 서기        | 560년           |
| 간지        | 경진(庚辰)      |
| 북주 (北周) | 무성(武成) 2년  |
| 남진 (南陳) | 천가(天嘉) 원년 |
| 후량 (後梁) | 대정(大定) 6년  |

## 동시대 연호

### 한국
신라(新羅)
- 개국(開國) (551년 ~ 568년)

### 중국
남진(南陳)
- 천가(天嘉) (560년 ~ 566년)

북주(北周)
- 무성(武成) (559년 ~ 560년)

후량(後梁)
- 대정(大定) (555년 ~ 562년)

고창국(高昌國)
- 건창(建昌) (555년 ~ 560년)

기타 정권
- 소장(蕭莊) 천계(天啓) (558년 ~ 560년)

## 같이 보기
- 중국의 연호 목록